# Andrey Harbunow
Andrey Alyaksandrovich Harbunow (em bielorrusso: Андрэй Аляксандравіч Гарбуноў; russo: Андрей Горбунов (Andrey Gorbunov); Mahilou, 29 de maio de 1983) é um futebolista profissional bielorrusso que atua como goleiro. Atualmente, está sem clube.
Harbunow fez sua estreia na seleção nacional do seu país em 30 de março de 2015, no empate de 0–0 com o Gabão numa partida amistosa, jogando como titular.

## Carreira
Harbunow começou a carreira no Veino. Depois, passou pelo Spartak Shkov, Dnepr Mogilev, Dinamo Minsk, Neman Grodno e BATE Borisov, onde ganhou três títulos. Em 2014, Harbunow assinou um contrato de três anos com o Atromitos.

## Títulos
BATE Borisov
- Vysshaya Liga: 2012 e 2013
- Supercopa da Bielorrússia: 2013